# Arquidiócesis de Toluca
La arquidiócesis de Toluca (en latín: Archidioecesis Tolucensis) es una circunscripción eclesiástica de la Iglesia católica en México. Se trata de una arquidiócesis latina, sede metropolitana de la provincia eclesiástica de Toluca. Desde el 19 de marzo de 2022 su arzobispo es Raúl Gómez González.

## Territorio y organización
La arquidiócesis tiene 4815 km² y extiende su jurisdicción sobre los fieles católicos de rito latino residentes en 33 municipios del estado de México: Almoloya de Juárez, Almoloya del Río, Amanalco, Atizapán, Calimaya, Capulhuac, Chapultepec, Donato Guerra, Ixtapan del Oro, Lerma, Metepec, Mexicaltzingo, Ocoyoacac, Otzolotepec, Rayón, San Antonio la Isla, San Mateo Atenco, San Simón de Guerrero, Santo Tomás, Temascaltepec, Temoaya, Tenango del Valle, Texcaltitlán, Texcalyacac, Tianguistenco, Toluca, Valle de Bravo, Villa de Allende, Villa Victoria, Xalatlaco, Xonacatlán, Zacazonapan y Zinacantepec.
La sede de la arquidiócesis se encuentra en la ciudad de Toluca de Lerdo, en donde se halla la Catedral de San José.
La arquidiócesis tiene como sufragáneas a las diócesis de: Atlacomulco, Cuernavaca y Tenancingo.
En 2020 en la arquidiócesis existían 152 parroquias.

## Historia
La diócesis de Toluca fue erigida el 4 de junio de 1950 con la bula Si tam amplo del papa Pío XII, obteniendo el territorio de la arquidiócesis de México, de la cual originalmente era sufragánea.
El 2 de febrero de 1952 se estableció el seminario diocesano en Valle de Bravo y al año siguiente fue trasladado a Toluca.
El 28 de septiembre de 1960, con la carta apostólica Salubri ducti, el papa Juan XXIII proclamó a san José y a san Miguel Arcángel como patronos principales de la diócesis, y a los santos Francisco de Asís, Juan María Vianney e Isidro Labrador como patronos secundarios.
El 27 de octubre de 1964 la diócesis cedió una parte de su territorio para la erección de la diócesis de Ciudad Altamirano mediante la bula Populo Dei del papa Pablo VI.
El 3 de noviembre de 1984 la diócesis cedió otra parte de su territorio para la erección de la diócesis de Atlacomulco mediante la bula Quandoquidem ad plenius del papa Juan Pablo II.
Al comienzo del nuevo milenio, la diócesis afrontó el problema de la expansión de las sectas, las dificultades económicas de los marginados y los trabajadores, la presencia multiétnica y la emigración interna.
El 26 de noviembre de 2009 la diócesis cedió una porción adicional de territorio para la erección de la diócesis de Tenancingo mediante la bula Christi Regis del papa Benedicto XVI.
El 10 de septiembre de 2018 la Congregación para el Culto Divino y la Disciplina de los Sacramentos permitió a los sacerdotes residentes en la diócesis celebrar hasta cuatro misas los domingos y días santos de precepto.
El 28 de septiembre de 2019 fue elevada al rango de arquidiócesis metropolitana con la bula Praeceptis dominicis del papa Francisco. Francisco Javier Chavolla Ramos fue nombrado primer arzobispo de Toluca.

## Estadísticas
Según el Anuario Pontificio 2021 la arquidiócesis tenía a fines de 2020 un total de 3 320 192 fieles bautizados.
| Año                                                                             | Población            | Población | Población      | Sacerdotes | Sacerdotes    | Sacerdotes    | Bautizados por sacerdote | Diáconos permanentes | Religiosos | Religiosos | Parroquias |
| Año                                                                             | Bautizados católicos | Total     | % de católicos | Total      | Clero secular | Clero regular | Bautizados por sacerdote | Diáconos permanentes | Varones    | Mujeres    | Parroquias |
| ------------------------------------------------------------------------------- | -------------------- | --------- | -------------- | ---------- | ------------- | ------------- | ------------------------ | -------------------- | ---------- | ---------- | ---------- |
| 1950                                                                            | ?                    | 1 000     | ?              | 65         | 65            |               | 0                        |                      |            |            | 53         |
| 1966                                                                            | 865 321              | 875 321   | 98.9           | 215        | 155           | 60            | 4024                     |                      | 118        | 470        | 98         |
| 1968                                                                            | 865 269              | 875 321   | 98.9           | 192        | 159           | 33            | 4506                     |                      | 62         | 520        | 108        |
| 1976                                                                            | 950 700              | 957 109   | 99.3           | 223        | 184           | 39            | 4263                     |                      | 68         | 460        | 122        |
| 1980                                                                            | 1 029 000            | 1 130 000 | 91.1           | 229        | 191           | 38            | 4493                     |                      | 57         | 383        | 124        |
| 1990                                                                            | 1 949 000            | 2 079 000 | 93.7           | 208        | 176           | 32            | 9370                     |                      | 37         | 330        | 118        |
| 1999                                                                            | 3 620 088            | 4 000     | 90.5           | 275        | 225           | 50            | 13 163                   |                      | 72         | 305        | 124        |
| 2000                                                                            | 2 959 329            | 3 115 083 | 95.0           | 270        | 239           | 31            | 10 960                   |                      | 53         | 305        | 124        |
| 2001                                                                            | 3 015 555            | 3 174 269 | 95.0           | 275        | 243           | 32            | 10 965                   |                      | 55         | 315        | 124        |
| 2002                                                                            | 2 878 775            | 3 234 580 | 89.0           | 287        | 237           | 50            | 10 030                   |                      | 68         | 415        | 125        |
| 2003                                                                            | 2 878 775            | 3 234 580 | 89.0           | 299        | 252           | 47            | 9628                     |                      | 61         | 380        | 128        |
| 2004                                                                            | 2 940 975            | 3 337 280 | 88.1           | 301        | 253           | 48            | 9770                     |                      | 63         | 387        | 128        |
| 2010                                                                            | 3 105 000            | 3 318 000 | 93.6           | 346        | 298           | 48            | 8973                     |                      | 83         | 413        | 142        |
| 2012                                                                            | 2 341 000            | 2 747 000 | 85.2           | 286        | 253           | 33            | 8185                     |                      | 45         | 330        | 129        |
| 2017                                                                            | 2 286 532            | 2 852 147 | 80.2           | 281        | 243           | 38            | 8137                     |                      | 61         | 303        | 139        |
| 2020                                                                            | 3 320 192            | 3 735 122 | 88.9           | 322        | 304           | 18            | 10 311                   |                      | 37         | 324        | 152        |
| Fuente: Catholic-Hierarchy, que a su vez toma los datos del Anuario Pontificio. |                      |           |                |            |               |               |                          |                      |            |            |            |

## Episcopologio

### Obispos
- Arturo Vélez Martínez † (8 de febrero de 1951-21 de septiembre de 1979 retirado)
- Alfredo Torres Romero † (26 de julio de 1980-15 de octubre de 1995 falleció)
- José Francisco Robles Ortega (15 de junio de 1996-25 de enero de 2003 nombrado arzobispo de Monterrey)
- Francisco Javier Chavolla Ramos (27 de diciembre de 2003-28 de septiembre de 2019 nombrado arzobispo)

### Arzobispos
- Francisco Javier Chavolla Ramos (28 de septiembre de 2019-19 de marzo de 2022 retirado)
- Raúl Gómez González, desde el 19 de marzo de 2022